# 福井県道183号上一光大丹生線
福井県道183号上一光大丹生線（ふくいけんどう183ごう かみいかりおにゅうせん）は福井県福井市内の国道と主要地方道を結ぶ一般県道である。

## 路線概要
国道305号と主要地方道である福井県道3号福井大森河野線を結ぶ役割を担っている路線である。この両者の道路は福井県嶺北を南北に並行して走っており、接続することの無い道同士なのでその点で重要な役割を担っている道路である。また難読地名同士を結んでおり、振り仮名無しで路線名を読むのは至難である。「上一光」は「かみいかり」、「大丹生」はおおにゅうではなく、「おにゅう」と読むのが正しい読み方である。

### 路線データ
- 起点：福井県福井市上一光町
- 終点：同市大丹生町

## 道路状況
全線において片側1車線の確保された一般的な県道である。ただし通過する集落は非常に寂れており廃村のような雰囲気がある。起点および終点附近以外に人の気配を感じることは少ない。海岸沿いを走る国道305号と山並みをクネクネと走る県道3号を結ぶため、標高差のあるルーティングとなっているが、徐々に標高を上げて走っているため、特別勾配が急なわけではない。利用者の数の割りに走りやすい県道である。

## 接続道路
- 国道305号（終点）
- 国道365号（国道305号と重複中）
- 福井県道3号福井大森河野線（起点）

## 沿線周辺

弁慶の洗濯岩

- 弁慶の洗濯岩